# Semiothisa marmorata
Semiothisa marmorata är en fjärilsart som beskrevs av Ferguson 1972. Semiothisa marmorata ingår i släktet Semiothisa och familjen mätare. Inga underarter finns listade i Catalogue of Life.